# Фу Хайфън
Фу Хайфен (на китайски: 傅海峰; роден на 23 август 1983 г. в Цзеян) е китайски бадминтонист.
Носител на златен медал от Олимпийски игри (2012), 4-кратен шампион на Световно първенство (2011, 2010, 2009, 2006) и шампион на Световна купа (2005).
По време на турнира на Купа на Судирман през 2005 г., удря перцето със скорост от 332 км/ч, което е най-високата измерена скорост в този спорт.